# Albrechtice (district de Karviná)
Pour les articles homonymes, voir Albrechtice.
Albrechtice (en polonais : Olbrachcice ; en allemand : Albersdorf) est une commune du district de Karviná, dans la région de Moravie-Silésie, en République tchèque. Sa population s'élevait à 3 849 habitants en 2021.

## Géographie
Albrechtice se trouve près de la frontière avec la Pologne, à 8 km au sud de Karviná, à 20 km à l'est-sud-est d'Ostrava et à 295 km à l'est de Prague.
La commune est limitée par Stonava au nord, par Karviná à l'est, par Chotěbuz au sud-est, par Český Těšín et Těrlicko au sud, par Havířov au sud-ouest et par Horní Suchá à l'ouest.

## Histoire
La première mention écrite de la localité date de 1447.

## Transports
Par la route, Albrechtice se trouve à 11 km de Karviná, à 25 km d'Ostrava et à 375 km de Prague.